# Parodia mammulosa
Espèce
Statut de conservation UICN

LC : Préoccupation mineure
Statut CITES
Parodia mammulosa est une espèce de plantes succulentes de la famille des Cactaceae.

## Description
Parodia mammulosa est une plante vivace de forme sphérique avec un sommet aplati et la surface d'un vert foncé, atteignant un diamètre d'environ 15 cm. L'espèce présente environ 18 côtes verticales avec de gros tubercules pointus. Les épines radiales sont environ au nombre de 12, mesurant jusqu'à 1 cm de long, tandis que l'unique épine centrale atteint 2 cm. Les fleurs fleurissent au printemps et sont généralement de couleur jaune pâle, avec un diamètre d'environ 5 cm.

## Répartition
Cette espèce est originaire d'Argentine, du Brésil (Rio Grande do Sul) et d'Uruguay.

## Systématique
Le nom correct complet (avec auteur) de ce taxon est Parodia mammulosa (Lem.) N.P.Taylor.
L'espèce a été initialement classée dans le genre Echinocactus sous le basionyme Echinocactus mammulosus Lem..
Parodia mammulosa a pour synonymes :
- Echinocactus brasiliensis (Speg.) Werderm.
- Echinocactus floricomus Arechav.
- Echinocactus hypocrateriformis Otto & A.Dietr.
- Echinocactus mammulosus var. hircina Speg.
- Echinocactus mammulosus var. pampeanus Speg.
- Echinocactus mammulosus var. submammamulosus (Lem.) Speg.
- Echinocactus mammulosus var. submammulosa Speg.
- Echinocactus mammulosus var. typica Speg.
- Echinocactus mammulosus Lem.
- Echinocactus orthacanthus Link & Otto
- Echinocactus pampeanus var. charruanus Arechav.
- Echinocactus pampeanus var. rubellianus Arechav.
- Echinocactus pampeanus var. subplanus Arechav.
- Echinocactus pampeanus Speg.
- Echinocactus poliocentrus Lem.
- Echinocactus polyocentrus Lem. ex Salm-Dyck
- Echinocactus submammulosus Lem.
- Malacocarpus mammulosus (Lem.) Britton & Rose
- Malacocarpus orthacanthus (Link & Otto) Herter
- Malacocarpus pampeanus (Speg.) Hosseus
- Melocactus orthacanthus Link & Otto
- Notocactus bregmanianus Vliet
- Notocactus cristatoides F.Ritter
- Notocactus erythracanthus H.Schloss. & Brederoo
- Notocactus euvelenovskyi Z.Fleisch. & Schütz
- Notocactus floricomus var. spinosissimus Fric
- Notocactus floricomus var. spinosissimus Fric ex Buining
- Notocactus floricomus (Arechav.) A.Berger
- Notocactus floricomus (Arechav.) Backeb.
- Notocactus hypocrateriformis (Otto & A.Dietr.) Herter
- Notocactus macambarensis Prestlé
- Notocactus mammulosus f. cristatoides (F.Ritter) N.Gerloff & Neduchal
- Notocactus mammulosus f. cristatus P.V.Heath
- Notocactus mammulosus f. floricomus (Arechav.) N.Gerloff & Neduchal
- Notocactus mammulosus f. macambarensis (Prestlé) N.Gerloff & Neduchal
- Notocactus mammulosus subsp. brasiliensis (Speg.) Lodé
- Notocactus mammulosus subsp. erythracanthus (H.Schloss. & Brederoo) Lodé
- Notocactus mammulosus subsp. submammulosus (Lem.) Lodé
- Notocactus mammulosus subsp. turecekianus (R.Kiesling) Lodé
- Notocactus mammulosus var. brasiliensis Havlicek
- Notocactus mammulosus var. erythracanthus (H.Schloss. & Brederoo) N.Gerloff & Neduchal
- Notocactus mammulosus var. floricomus (Arechav.) Havlícek
- Notocactus mammulosus var. megalanthus (H.Schloss. & Brederoo) N.Gerloff & Neduchal
- Notocactus mammulosus var. orthacanthus (Link & Otto) N.Gerloff & Neduchal
- Notocactus mammulosus var. pampeanus (Speg.) A.Cast. & Lelong
- Notocactus mammulosus var. paulus (H.Schloss. & Brederoo) Havlícek
- Notocactus mammulosus var. paulus (H.Schloss. & Brederoo) N.Gerloff & Neduchal
- Notocactus mammulosus (Lem.) A.Berger
- Notocactus mammulosus (Lem.) Backeb.
- Notocactus megalanthus H.Schloss. & Brederoo
- Notocactus mueller-moelleri Fric ex Backeb. & F.M.Knuth
- Notocactus orthacanthus (Link & Otto) Vliet
- Notocactus pampeanus (Speg.) A.Berger
- Notocactus pampeanus (Speg.) A.Berger ex Backeb. & F.M.Knuth
- Notocactus paulus H.Schloss. & Brederoo
- Notocactus ritterianus Lisal & Kolarik
- Notocactus submammulosus subsp. minor R.Kiesling
- Notocactus submammulosus var. minor (R.Kiesling) N.Gerloff & Neduchal
- Notocactus submammulosus var. pampeanus (Speg.) Backeb.
- Notocactus submammulosus (Lem.) Backeb.
- Notocactus velenovskii Fric ex Backeb.
- Notocactus velenovskyi Y.Itô
- Parodia brasiliensis Speg.
- Parodia mammulosa subsp. brasiliensis (Havlicek) Hofacker
- Parodia mammulosa subsp. erythracantha (H.Schloss. & Brederoo) Hofacker
- Parodia mammulosa subsp. mammulosa
- Parodia mammulosa subsp. submammulosa (Lem.) Hofacker
- Parodia orthacantha (Link & Otto) Hofacker
- Parodia ritteriana (Lisal & Kolarík) A.S.Oliveira & R.Pontes
- Parodia submammulosa subsp. minor R.Kiesling
- Parodia submammulosa (Lem.) R.Kiesling
- Parodia turecekiana R.Kiesling
- Ritterocactus mammulosus subsp. brasiliensis (Havlicek) Doweld
- Ritterocactus mammulosus subsp. erythracanthus (H.Schloss. & Brederoo) Doweld
- Ritterocactus mammulosus subsp. submammulosus (Lem.) Doweld
- Ritterocactus mammulosus (Lem.) Doweld
- Ritterocactus megalanthus (H.Schloss. & Brederoo) Doweld
- Wigginsia orthacantha (Herter) Backeb.